# Cristianesimo in Afghanistan
La Repubblica Islamica dell'Afghanistan non riconosce alcun cittadino afgano come appartenente al cristianesimo, non è inoltre consentito legalmente convertirsi. Anche se non ci sono leggi esplicite che vietano il proselitismo, molte autorità e la maggior parte della società civile vedono la prassi in contrasto con le credenze dell'Islam. C'è solo una chiesa legalmente riconosciuta in Afghanistan e si trova all'interno del quartiere diplomatico, e non è aperta ai cittadini locali.
I musulmani che cambiano la loro fede commettono ridda (equivalente islamico dell'apostasia) e sono soggetti a forti pressioni sociali ed ufficiali, che possono portare alla pena di morte. Tuttavia, vi sono alcuni casi in cui un musulmano può adottare la fede cristiana, ma sempre in segreto. In effetti, essi sono cristiani praticanti, ma giuridicamente musulmani; in tal modo, le statistiche dei cristiani afghani non li includono.Vi sono inoltre anche strutture religiose cristiane presso le basi militari straniere, come ad esempio una chiesa ortodossa presso la base rumena a Kandahar. Articoli e pubblicazioni appartenenti a religioni diverse dall'islam, come la Bibbia, il crocifisso, statue, sculture ed altri oggetti di simbolismo religioso altrui, sono proibiti, esattamente come avviene in Arabia Saudita.
Molte fonti, però, sostengono che c'è una chiesa segreta sotterranea di cristiani afghani che vivono nel paese. Il Dipartimento di Stato degli Stati Uniti ha dichiarato che le stime delle dimensioni di questa gamma di gruppi vanno da 500 a 8000 persone. L'edizione completa della Bibbia è disponibile online in lingua dari, mentre il Nuovo Testamento è disponibile anche in Lingua pashtu. Versioni in stampa possono essere acquistate anche al di fuori del paese. Ci sono un certo numero di cristiani afghani fuori del paese, emigrati o profughi rifugiati, comprese le comunità cristiane presenti in India, negli Stati Uniti d'America, nel Regno Unito, in Canada e in Austria.
Rula Saade, moglie di Ashraf Ghani, presidente del paese dal 2014 al 2021, è una cristiana della Chiesa maronita di origine libanese.